# Moulin de Burdo-Cuisine
De Moulain de Burdo-Cuisine is een voormalige watermolen op de Bolland, gelegen in het tot de Belgische gemeente Blegny behorende dorp Housse, aan de Rue Burdo-Cuisine 1.
Deze bovenslagmolen fungeerde als korenmolen.

## Geschiedenis
De molen werd gebouwd in de 18e eeuw, maar is buiten gebruik geraakt. Het rad en de maalinrichting werden verwijderd. Het molengebouw bestaat echter nog, al werd het ingericht als woonhuis. Het maakt nu deel uit van een langgerekt boerderijcomplex, waar in de 19e en 20e eeuw een aantal bijgebouwen aan zijn toegevoegd.
- Monument Wallonië DGO4: 62119-INV-0021-01